# إف سي رومان
نادي كرة القدم في روما ،  المعروف باسم رومان ،  كان ناديًا رياضيًا تأسس في 15 نوفمبر 1901  في روما  من قبل بعض المقيمين البريطانيين وبعض أعضاء نبلاء الكابيتولين،  بما في ذلك الماركيز إنزو كاساليني .   ومن بين المؤسسين أيضًا الأخوان السويسريان أوغو وآرثر ميل، اللذين كانا متحمسين للعبة البولو : كانت هذه الرياضة والكريكيت هي الرياضات التي تم ممارستها في البداية.  منذ عام 1903 كرس النادي نفسه لكرة القدم  ويدين بسمعته السيئة لها، من ناحية لأنه كان من بين اللاعبين الرئيسيين في حركة كرة القدم الرومانية في بداية القرن العشرين ،  من ناحية أخرى لأنه لعب دورًا حاسمًا في المفاوضات المعقدة التي أدت في عام 1927 إلى اندماج النادي مع اتحاد ألبا أوداس الرياضي و فورتيتودو برو روما ، مما أعطى الحياة لـ نادي روما .  كان لونها الأحمر والأصفر لونين اجتماعيين ، وظلال لونية تتوافق مع راية كابيتولين هيل وشعار النبالة عبارة عن كرة جلدية مكتوب عليها "Foot Ball Club of Rome".  أفضل مركز للنادي على الإطلاق حدث في موسم 1914-15 بتحقيق المركز الأول في فئة لاتسيو الأولى .
ورغم أن اسم النادي هو "Foot Ball Club di Roma" وتاريخ تأسيسه هو عام 1901، إلا أن جميع المصادر تقريبًا تشير إلى النادي باسم "الروماني" وتؤجل بعض المصادر تأسيسه إلى عام 1903.  يبدو أن هذا الغموض يرجع إلى أصول النادي الاسكتلندية وبالتالي الناطقة باللغة الإنجليزية .  هناك أيضًا وثائق تشهد على وجود "نادي روما لكرة القدم"، وهو نادٍ رياضي مخصص أيضًا لكرة القدم الجمبازية، تأسس في يوليو 1896 (تفيد مصادر أخرى في أبريل 1897 ) من قبل طلاب ريجيو ليسيو إنيو كويرينو فيسكونتي .  على ما يبدو، تم حل هذه المجموعة في عام 1898 ، ليتم إعادة تشكيلها في عام 1899 وحلها في نفس العام.   ومع ذلك، لا يوجد دليل على وجود روابط بينها وبين النادي التي تمت مناقشتها في هذا الإدخال.